# 西太后 (映画)
『西太后』（せいたいごう、原題：火焼圓明園 / 垂簾聴政）は、1984年の中国・香港合作映画。

## 概要
『火焼圓明園』（93分）、『垂簾聴政』（115分）という前後編の2本の映画であるが、それを編集して129分に短縮し国際編集版として1本にまとめ上げたものが日本で劇場公開された。ビデオも同様のバージョンだが、DVDでは『火焼圓明園』を邦題『西太后 第一部』、『垂簾聴政』を邦題『西太后 第二部』とするノーカット完全版が発売された。
西太后の半生を描いたものであるが、西太后の悪女ぶりを過剰に強調しており、史実と異なる残虐シーンが描かれている。映画では西太后がライバルの麗妃の手足を切り落として甕の中で飼うというシーンがあるが、これは完全なフィクションである。実際の麗妃は西太后と良好な関係にあり、咸豊帝の没後も後宮で静かな余生を送った。咸豊帝の唯一の娘・栄安固倫公主を生み、同治、光緒朝には麗皇貴妃、麗皇貴太妃に加封され、1890年に54歳で死去した。荘静皇貴妃と諡号され、東陵の咸豊帝の定陵の妃園寝（側室達の墓）に葬られている。
1988年には続編の『続・西太后』が製作された。

## あらすじ
清朝末期の中国。太平天国の乱やイギリスら列強諸国の侵攻に揺れる大国を治める若き皇帝・咸豊帝の後宮に入るため集められた大勢の少女たちの中に、ひとりの美しい少女がいた。彼女の名は玉蘭。「いつか龍の上に鳳凰を…」。女の身でありながら、龍すなわち皇帝をも凌ぐ絶大な権力への飽くなき野心に燃える玉蘭だったが、かつて清朝王家の愛新覚羅家に滅ぼされた葉赫那拉家の出身であったため、皇帝の夫人である皇后や四妃には選ばれず、下級の女官とされてしまう。まずは皇帝の寵愛を得ようとする、玉蘭の闘いが始まる。

## キャスト
| 役名        | 俳優               | 日本語吹き替え | 日本語吹き替え | 日本語吹き替え |
| 役名        | 俳優               | TBS版          | 日本テレビ版   |                |
| ----------- | ------------------ | -------------- | -------------- | -------------- |
| 玉蘭→西太后 | リュウ・シャオチン | 戸田恵子       | 佳那晃子       |                |
| 咸豊帝      | レオン・カーフェイ | 松橋登         | 菅生隆之       |                |
| 東太后      | チェン・イエ       | さとうあい     | 榊原良子       |                |
| 麗妃        | チョウ・チェ       | 佐々木優子     | 土井美加       |                |
| 粛順        | シャン・クン       | 阪脩           | 内田稔         |                |
| 恭親王      | チャン・ティエリン | 東富士郎       | 堀内賢雄       |                |
| 載淳→同治帝 | 張樹義             |                |                |                |
| 語り        |                    | 此島愛子       | 井田由美       |                |

- 日本テレビ版：初回放映 1987年7月3日 金曜ロードショー『総制作費150億円をかけた歴史超大作 西太后 7億の民に君臨し最後の帝国を滅ぼした謎の女帝』
- TBS版：初回放映 1991年3月13日『水曜ロードショー』